# Дикусар, Иван Георгиевич
Иван Георгиевич Дикусар (молд. Ion Dicusar; 6 августа 1897 года[по какому календарю?], Васиены, Бессарабская губерния — 28 марта 1973) — советский агрохимик и физиолог растений, академик АН Молдавской ССР (1966).
В 1917 году окончил Кишиневское училище виноградарства и виноделия.
В 1925 году окончил Сельхозакадемии имени Тимирязева, где и остался работать после окончания.
В 1926 году стал членом КПСС.
В 1933 году после поездки в Германию на стажировку и возвращения становится профессором.
До 1937 года работал на кафедре агрохимии, одновременно с этим с 1931 по 1949 год работал в МГУ (с 1943 года — профессор), Кишинёвском университете, а также во Всесоюзном институте удобрений и агропочвоведения.
В 1946 году защитил докторскую диссертацию на тему “Азотное питание растений и урожай”. Оппонентами выступили Опарин А.И., Сабинин Д.А., а также Голубев Б.А.
С 1946 по 1949 год заведовал кафедрой агрохимии Геолого-почвенного факультета Московского государственного университета.
В 1949 году Дикусар был снят со всех своих постов и арестован как ближайший соратник и ученик академика Дмитрия Николаевича Прянишникова, который выступал против "лысенковщины" в биологии и долгое время пытался вызволить из заключения Николая Ивановича Вавилова. Это произошло после пресловутой "дискуссии" на Августовской сессии ВАСХНИЛ (1948).

Вот как об этом пишет невозвращенец, журналист Леонид Владимиров в своей книге "Россия без прикрас и умолчаний":
Ближайший сотрудник академика Прянишникова профессор Дикуссар в «дискуссии» не участвовал - он был в это время на отдыхе вне Москвы. Вернувшись, он с изумлением обнаружил, что нигде больше не работает - его заочно сняли со всех постов. Трофим Лысенко мстил таким образом мертвому Прянишникову.
Профессор Дикуссар отправился в ЦК партии. Его принял заведующий отделом сельского хозяйства Сотников - один из ставленников Лысенко. Дикуссар попросил у него какой-нибудь работы, сказав, что всю свою жизнь отдал биологии и больше ничего, к сожалению, делать не умеет.
- Покажите мне какую-нибудь Вашу статью с критикой взглядов академика Прянишникова, - сказал ему Сотников. Дикуссар пожал плечами и ответил:
- Покажите мне хоть одно место в сочинениях Прянишникова, которое заслуживало бы критики.
- Ах, вот как вы разговариваете! - вскипел партийный босс. - Тогда до свиданья.

Дикуссар ушел и через три дня был арестован. Он выжил в лагере и был реабилитирован после смерти Сталина. Возобновил научную работу, однако, не в Москве - это не удалось, - а в Кишиневе, в Молдавской Академии наук.
По воспоминаниям сына Ивана Дикусара, арест отца произошел в один из декабрьских дней ночью 1949 года:
Я тогда уже был первоклассником. Я проснулся ночью от шума в нашей московской квартире, и увидел бледного отца в ночном белье, много военных в квартире и дворничиху. Кругом были разбросаны книги, стояли открытые диваны, раскрыты створки мебели.
Осужден по пресловутой 58-й статье (антисоветская пропаганда). Отбывал наказание в „Карлаге” (п.о. Долинка, Карагандинская обл., Казахстан).
Мемуарист Андрей Трубецкой, также репрессированный и отбывавший наказание в 1950-х гг. в специальном "Степном лагере" (Казахская ССР, г. Джезказган), в книге воспоминаний "Пути неисповедимы: (Воспоминания 1939-1955 гг.)" пишет, что во время отсидки встречал Ивана Дикусара, работавшего в теплице и считавшегося "малосрочником", осужденным на восемь лет "за то, что в 20-х годах примыкал к группе комсомольцев, поддерживающих оппозицию в партии". Там же Трубецкой пишет, что Дикусар был идейным коммунистом, причем как до его ареста, так и после выхода из лагеря, когда они встретились в МГУ в коридоре биолого-почвенного факультета, на котором проводилась конференция почвоведов, уже в конце 1950-х гг.
Иван Дикусар провел в заключении семь лет и вернулся из лагеря в 1956 году. Впоследствии был реабилитирован.
С 1961 по 1964 год занимал должность сначала заместителя, а потом и директора Института почвоведения и агрохимии Молдавского филиала АН СССР.
Некоторое время занимал должность заместителя Председателя Молдавского филиала Академии Наук СССР. Стоял у истоков создания Академии Наук МССР в 1961 году.
С 1964 года - на пенсии.
Основные научные работы посвящены изучению азотного питания растений, выяснению роли азота и фосфора в обмене веществ, определению условий аммиачного и нитратного питания растений. Стал одним из инициаторов создания агрохимической службы в Молдавии.
Сын — Александр (1942—2023) — химик, член-корреспондент Академии наук Молдовы.